# Mitrephora williamsii
Mitrephora williamsii är en kirimojaväxtart som beskrevs av Charles Budd Robinson. Mitrephora williamsii ingår i släktet Mitrephora och familjen kirimojaväxter. Inga underarter finns listade i Catalogue of Life.